# Rue du Japon (Toulouse)
Pour l’article homonyme, voir Rue du Japon.
La rue du Japon (en occitan : carrièra del Japon) est une voie de Toulouse, chef-lieu de la région Occitanie, dans le Midi de la France.

## Situation et accès

### Description
La rue du Japon est une voie publique. Elle se trouve dans le quartier de Monplaisir.
La chaussée compte une seule voie de circulation automobile en sens unique, de l'allée des Demoiselles vers le boulevard Monplaisir. Elle appartient à une zone 30 et la vitesse y est limitée à 30 km/h. Il n'existe pas de piste, ni de bande cyclable, quoiqu'elle soit à double-sens cyclable.

### Voies rencontrées
La rue du Japon rencontre les voies suivantes, dans l'ordre des numéros croissants (« g » indique que la rue se situe à gauche, « d » à droite) :
1. Allée des Demoiselles
2. Rue des Martyrs-de-la-Libération (g)
3. Boulevard Monplaisir

### Transports
La rue du Japon n'est pas directement desservie par les transports en commun Tisséo. Elle est cependant facilement accessible par la ligne du Linéo L9, qui parcourt l'allée des Demoiselles, et par la ligne de bus 44, qui dessert les allées Frédéric-Mistral et Serge-Ravanel.
Les stations de vélos en libre-service VélôToulouse les plus proches sont les stations no 115 (8 allée des Demoiselles) et no 127 (1 rue Bégué-David).

## Odonymie
La rue, tracée en 1895, a d'après Pierre Salies été nommée grâce à l'intervention de Georges Labit qui, quelques années après être revenu d'un voyage au Japon en 1889, fit construire sa villa à l'angle de la nouvelle rue - l'actuel musée Georges-Labit. Il s'agirait cependant d'un choix fait en commémoration, selon Jean Coppolani, d'un traité d'amitié entre la France et le Japon passé en 1894.

## Patrimoine et lieux d'intérêt

### Musée Georges-Labit
La villa est construite pour le collectionneur Georges Labit (1862-1899).

### Maisons
- no  15 : villa Acopotana (deuxième quart du XXe siècle)[3].
- no  40 : villa d'Alsace (deuxième quart du XXe siècle)[4].